# Parafia św. Antoniego Padewskiego w Kończycach Małych
Parafia św. Antoniego Padewskiego w Kończycach Małych – parafia rzymskokatolicka znajdująca się w Ostrawie, w dzielnicy Kończyce Małe, w kraju morawsko-śląskim w Czechach. Należy do dekanatu Ostrawa diecezji ostrawsko-opawskiej.
Okresowo kościół parafialny współdzielony był z ostrawską parafią greckokatolicką, obecnie jest to jednak kościół św. Józefa w Śląskiej Ostrawie.

## Historia
Budowę kościoła rozpoczęto w 1927, a 11 listopada 1928 roku poświęcił go kardynał Adolf Bertram. Msze prowadzili proboszczowie z parafii w Polskiej Ostrawie. Budynek probostwa wybudowano w 1935, następnie utworzono tu ekspozyturę, w dekanacie śląskoostrawskim. W 1939 jako jedna z 17 parafii (jako ekspozytura) archidiecezji wrocławskiej pozostała w granicach Protektoratu Czech i Moraw. Samodzielną parafię ustanowiono po objęciu ekspozytury przez ks. Jana Gruszowskiego w sierpniu 1945 roku. W 1947 obszar ten wyjęto ostatecznie spod władzy biskupów wrocławskich i utworzono Apostolską Administraturę w Czeskim Cieszynie, podległą Watykanowi. W 1978 obszar Administratury podporządkowany został archidiecezji ołomunieckiej, a parafia znalazła się w dekanacie frydeckim. W 1996 wydzielono z archidiecezji ołomunieckiej nową diecezję ostrawsko-opawską.